# Blondes Eis
Blondes Eis ist ein US-amerikanischer Kriminalfilm aus dem Jahr 1948. Der Film zählt zum Subgenre des Film noir. Das Drehbuch basiert auf dem 1938 veröffentlichten Roman Once Too Often von Whitman Chambers.

## Handlung
In San Francisco hat der Sportreporter Les Burns vor, seine Kollegin Claire Cummings zu heiraten. Überraschenderweise heiratet die Klatschreporterin jedoch den wohlhabenden Carl Hanneman. Der findet auf der Hochzeitsreise in Los Angeles einen Brief, den Claire an Les geschrieben aber nicht abgeschickt hat und will sich wieder von ihr scheiden lassen. Claire chartert einen Flug nach San Francisco.
Zurück in San Francisco lädt Claire Les zu sich nach Hause ein, wo sie Carl auffinden, der sich offensichtlich erschossen hat. Polizeicaptain Murdock untersucht den Fall und entdeckt, dass die Pistole keine Fingerabdrücke aufweist. Der Reporter Al Herrick soll über den Fall berichten. Er ist der Überzeugung, dass Carl ermordet wurde und verdächtigt Les. Staatsanwalt Chalmers verkündet, den Fall als Mordsache untersuchen zu lassen.
Claire bittet Al, sie mit dem Anwalt Stanley Mason bekannt zu machen, der für den Kongress kandidiert und von Claires Zeitung unterstützt wird. Sie beauftragt den Anwalt, Carls Vermögen zu verwalten und beginnt ihn zu verführen. Zur gleichen Zeit wird Les von Murdock verhört. Blackie Talon, der Charterpilot, versucht Claire zu erpressen. Mason will Claire heiraten und nach seiner Wahl mit nach Washington nehmen. Sie lernt den Psychologen Dr. Klippinger kennen, der ihr eine Analyse anbietet. Talon ruft Claire an und verlangt mehr Geld und Schmuck. Sie trifft sich mit ihm und erschießt ihn.
Nach seinem Wahlsieg verkündet Mason auf einer Feier seine Verlobung mit Claire. Les zieht sich desillusioniert zurück. Claire sucht ihn zu Hause auf und erklärt ihm, dass sie ihn zwar liebe, er ihr aber nicht das bieten könne, was sie haben will, nämlich Geld und gesellschaftliches Ansehen. Murdock ist Claire gefolgt und will nun die Hochzeit absagen. Claire ersticht ihn und will den Verdacht auf Les lenken.
Hack Doyle, ein Freund von Les, sucht Dr. Klippinger auf, der ihm helfen soll, Les vom Mordverdacht zu befreien. Der Psychologe besucht Claire und erklärt ihr, dass er sein Leben damit verbracht habe, gestörte Psychen wie ihre zu untersuchen. Er beschuldigt sie des Mordes an Mason und dass sie den Verdacht auf Les lenken wollte. Hack und Al kommen hinzu und geben vor, dass die Polizei schon auf dem Weg zu ihr sei. Claire zeigt ihnen ihren gerade geschriebenen Artikel, in dem sie die Morde an Carl, Talon und Mason gesteht. Sie erklärt, dass sie nur Les liebe. Dann versucht sie Klippinger zu erschießen, doch in dem entstehenden Handgemenge erschießt sie sich selber.

## Produktion
Gedreht wurde der Film von Anfang bis Mitte Februar 1948 in den Chaplin-Studios in Hollywood und in den Universal-Studios in Universal City.

## Synchronisation
Die deutsche Synchronfassung entstand 1989 nach einem Dialogbuch von Peter Stein, der auch die Dialogregie führte. 
| Rolle                 | Schauspieler   | Deutscher Synchronsprecher |
| --------------------- | -------------- | -------------------------- |
| Les Burns             | Robert Paige   | Michael Brennicke          |
| Claire Cummings       | Leslie Brooks  | Marion Hartmann            |
| Blackie Talon         | Russ Vincent   | Willi Röbke                |
| Stanley Nason         | Michael Whalen | Klaus Kindler              |
| Al Herrick            | James Griffith | Gudo Hoegel                |
| Cpt. Murdock          | Emory Parnell  | Niels Clausnitzer          |
| Hack Doyle            | Walter Sande   | Horst Sachtleben           |
| Carl Hanneman         | John Holland   | Erik Schumann              |
| Staatsanwalt Chalmers | Selmer Jackson | Alwin Joachim Meyer        |
| Dr. Kippinger         | David Leonard  | Klaus Guth                 |
| Roberts               | Jack Del Rio   | Leo Bardischewski          |

## Veröffentlichung
Die Premiere des Films fand am 24. Juli 1948 statt. In der Bundesrepublik Deutschland wurde er am 21. März 1990 im deutschen Fernsehen ausgestrahlt.

## Kritiken
Das Lexikon des internationalen Films schrieb: „In der Tradition des "film noir" gestalteter befremdlicher Thriller mir einer gewalttätigen Schlußpointe.“
Der Kritiker des TV Guide befand, die ungewöhnlich eigenartige, widerliche Thematik für diesen Zeitraum sei mit unschlüssiger Hand gedreht worden.